# Clermont-Ferrand
Clermont-Ferrand (okcitansko Clarmont-Ferrand / Clarmont d'Auvèrnhe) je glavno mesto osrednje francoske regije Auvergne, občina in prefektura departmaja Puy-de-Dôme. Leta 1999 je mesto imelo 137.140 prebivalcev.

## Geografija
Mesto leži v srednji Franciji v osrčju Centralnega masiva. Zahodno od njega se nahaja veriga vrhov ognjeniškega izvora, med katerimi je najbolj poznan Puy-de-Dôme. Proti vzhodu se skupnost razprostira na planoto Limagne.

## Administracija
Kantoni Clermont-Ferrand so upravni deli departmaja Puy-de-Dôme v osrednji Franciji. Od reorganizacije francoskega kantona, ki je začela veljati marca 2015, je mesto Clermont-Ferrand razdeljeno na 6 kantonov. Njihov sedež je v Clermont-Ferrandu.
| Name                         | Population (2019) | Cantonal Code |
| ---------------------------- | ----------------- | ------------- |
| Canton of Clermont-Ferrand-1 | 22.359            | 6310          |
| Canton of Clermont-Ferrand-2 | 25.004            | 6311          |
| Canton of Clermont-Ferrand-3 | 24.810            | 6312          |
| Canton of Clermont-Ferrand-4 | 22.324            | 6313          |
| Canton of Clermont-Ferrand-5 | 27.249            | 6314          |
| Canton of Clermont-Ferrand-6 | 26.089            | 6315          |

Okrožje Clermont-Ferrand je francosko okrožje v departmaju Puy-de-Dôme v regiji Auvergne-Rona-Alpe. Ima 73 občin. Njegovo prebivalstvo je 360.276 (2016), njegova površina pa 884,4 km². Zaradi reorganizacije francoskih kantonov, ki je začela veljati leta 2015, meje kantonov niso več povezane z mejami okrožij.

## Zgodovina
Clermont se uvršča med najstarejša francoska mesta. Prvič ga je omenil kot Nemessos (keltsko posvečeni gozd) grški geograf Strabon. Leta 52 pr. n. št. se je v njegovi bližini odvijala slavna bitka pri Gergoviji, v kateri so keltska plemena Arvernov pod Vercingetorixom premagala Cezarjevo vojsko. Po rimskem zavzetju se je preimenoval v Augustonemetum, po cesarju Avgustu. V 5. stoletju je pokrajina postala tarča Vizigotov, leta 475 postala del njihovega kraljestva, v 6. stoletju pa pripadla Frankovski državi. Leta 848 se je mesto preimenovalo v Clairmont, po gradu Clarus Mons, v tem času je bilo tudi škofijsko mesto. Leta 1095, na Clermontskem zboru, je papež Urban II. pridigal v podporo prvi križarski vojni za osvoboditev Jeruzalema od muslimanskega sveta. V letu 1120 so domači grofje kot protiutež moči duhovščine ustanovili kraj Montferrand. Leta 1551 Clermont postane kraljevo mesto, v letu 1610 pa neodtujljiva kronska lastnina.
15. aprila 1630 je Edikt iz Troyesa združil kraja Clermont in Ferrand v enotno mesto, kar je bilo potrjeno v letu 1731 s strani Ludvika XV. in njegovega drugega zveznega edikta. V želji po ohranitvi njegove neodvisnosti je Ferrand večkrat neuspešno zahteval nazaj svojo samostojnost (1789, 1848, 1863).
V 20. stoletju sta se z izgradnjo tovarne gum Michelin in mestnih vrtov, ki so oblikovali moderni Clermont-Ferrand, nekdaj samostojna kraja popolnoma združila.

## Znamenitosti
Clermont-Ferrand je na seznamu francoskih umetnostno-zgodovinskih mest.
- romanska bazilika Notre-Dame du Port iz 12. stoletja, od leta 1998 na UNESCOvem seznamu svetovne kulturne dediščine,
- gotska stolnica Notre-Dame de l'Assomption iz 13. do 14. stoletja, sedež Clermontske nadškofije, francoski zgodovinski spomenik,
- zgodovinska četrt Montferrand,
- pokopališče Cimetière des Carmes
- mestna opera, zgrajena v letih 1891−94,
- arheološki muzej Bargoin,
- muzej umetnosti Roger Quilliot,
- kip Vercingetorixa, delo francoskega kiparja Bartholdija.

## Šport
Na dirkališču Charade Circuit v okolici Clermont-Ferranda, ki je potekalo po zaprtih javnih cestah in je bilo znano po razmeroma hudih vzponih in spustih, je štirikrat potekala dirka Svetovnega prvenstva Formule 1 za Veliko nagrado Francije. Zmagali so Jim Clark leta 1965, Jackie Stewart v letih 1965 in 1972 ter Jochen Rindt leta 1970. 

## Pobratena mesta
- Aberdeen (Škotska, Združeno kraljestvo),
- Braga (Portugalska),
- Gomel (Belorusija),
- Norman (Oklahoma, ZDA),
- Oviedo (Španija),
- Oyem (Gabon),
- Regensburg (Nemčija),
- Salford (Anglija, Združeno kraljestvo).